# 5762 Ванке
5762 Ванке (5762 Wänke) — астероїд головного поясу, відкритий 2 березня 1981 року.
Тіссеранів параметр щодо Юпітера — 3,549.
Названо на честь доктора Генріха Ванке (нім. Heinrich Wänke; нар. 1928), почесного директора Інституту хімії Макса Планка у Майнці.